# Наце Гичев
Наце Гичев с псевдоним Н. Соколов е български революционер, светиниколски ръководител на Вътрешната македонска революционна организация.

## Биография
Роден е в градчето Свети Никола, тогава в Османската империя, днес в Северна Македония. Влиза във ВМОРО. След 1919 година се включва във възстановяването на революционната организация и в 1920 година става войвода на ВМРО в Овче поле. Заловен е от сръбските власти, но успява да избяга от затвора. През декември 1924 година е делегат на Скопския окръжен конгрес.